# Fotogrammi d'argento 1991
La 41ª edizione dei Fotogrammi d'argento, assegnati dalla rivista spagnola di cinema Fotogramas, si è svolta l'11 febbraio 1991.

## Premi e candidature

### Miglior film spagnolo
- Légami! (¡Átame!), regia di Pedro Almodóvar[1]
- Innisfree, regia di José Luis Guerín[1]
- Boom boom, regia di Rosa Vergés i Coma[1]

### Miglior film straniero
- Quei bravi ragazzi (Goodfellas), regia di Martin Scorsese  ·   Stati Uniti

### Miglior attrice cinematografica
- Carmen Maura - ¡Ay Carmela!
- Victoria Abril - A solas contigo e Légami! (¡Átame!)
- Maria Barranco - Don Juan, mi querido fantasma
- Emma Suárez - A solas conmigo, Il vento del desiderio (Contra el viento) e La bianca colomba (La blanca paloma)

### Miglior attore cinematografico
- Antonio Banderas - Légami! (¡Átame!), Il vento del desiderio (Contra el viento) e La bianca colomba (La blanca paloma)
- Gabino Diego - ¡Ay Carmela!
- Sergi Mateu - Boom boom
- Andres Pajares - ¡Ay Carmela!

### Miglior attrice televisiva
- Verónica Forqué - Eva y Adán, agencia matrimonial
- Chus Lampreave - Eva y Adán, agencia matrimonial
- Carmen Maura - La mujer de tu vida
- Maribel Verdú - Pájaro de tormenta

### Miglior attore televisivo
- Antonio Resines - Eva y Adán, agencia matrimonial
- Antonio Banderas - La mujer de tu vida
- Juan Echanove - La mujer de tu vida
- Antonio Valero - La forja de un rebelde

### Miglior interprete teatrale
- Imanol Arias - Caligola
- Rafaela Aparicio - Mala yerba
- Núria Espert - Maquillaje
- Julieta Serrano - Quatre dones i el sol